# Hydriomena albifasciata
Hydriomena albifasciata là một loài bướm đêm trong họ Geometridae.